# 세는나이

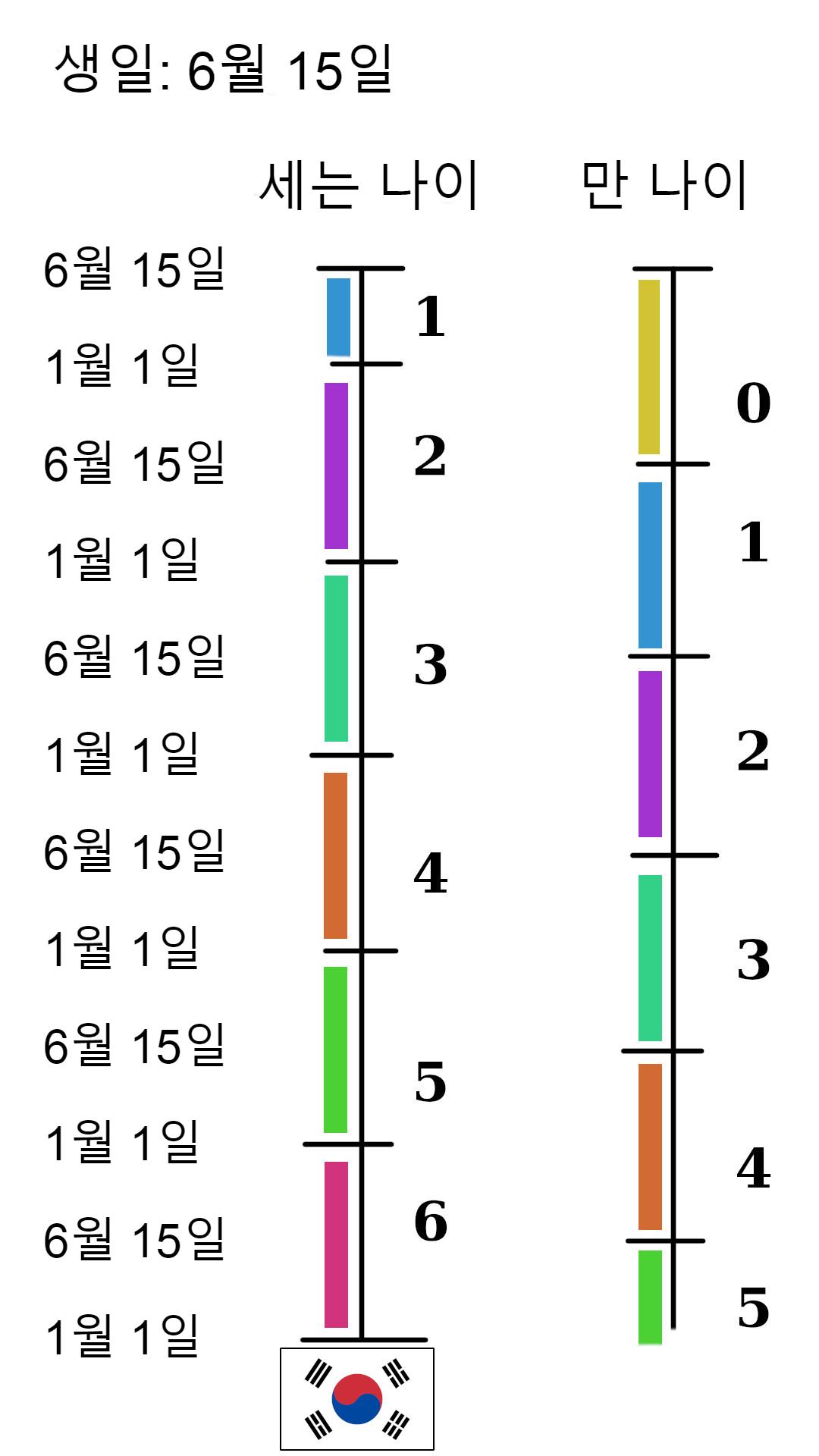
6월 15일에 태어난 사람의 세는나이와 만 나이를 비교한 도표

세는나이는 한국, 북한, 중국, 일본, 베트남 등 동아시아 여러 나라에서 이전부터 널리 썼던 나이 세는 방법으로 햇수 나이라고도 한다. 이 나이 계산법은 사람이 태어남과 동시에 한 살로 치고 그 후 새해의 1월 1일마다 한 살을 더하는데, 이는 원년(元年)을 '0년'이 아닌 '1년'으로 보는 역법(曆法)의 햇수 세는 방식에 기초한 것이다.
동아시아에서 '새해의 1월 1일'은 과거 음력 1월 1일(설날)을 가리켰다. 그러나 현재 대한민국에서는 양력에 따른 출생신고가 정착한 이후 양력 1월 1일 새해 첫날이 새해의 기준이 되었다. 일상생활에서 나이를 셀 때에는 만 나이가 아닌 햇수 나이로 세면서 음력, 양력 여부를 가리지 않고 주민등록상의 출생년도가 같으면 동갑내기로 보는 풍조가 생겼다.
현재 대한민국을 포함, 이 나이 계산법을 공식적·법적으로 쓰는 국가는 없다. 그러나 전 세계에서 사실상 대한민국과 중국에서는 여전히 관습적으로 널리 통용되고 있다. 중국과 일본의 1910년대 이전 옛 문헌의 연령은 전부 이 방법으로 표기되어 있다. 그러나 일본에서는 1950년 이후부터 만 나이만 쓰고 있다.
전통적인 세는 나이는 동아시아 문화권에서 행해지는 인간의 나이를 계산하는 일련의 관련된 방법들을 포함하며, 이는 출생 시부터 포괄적으로 세고, 생일이 아닌 새해가 될 때마다 증가하는 것을 특징으로 한다. 이렇게 계산된 나이들은 항상 생일만으로 계산된 나이들보다 1년 혹은 2년 더 크다. 중국, 일본, 한국, 베트남의 역사 기록들은 대개 이러한 방법들에 기초해 왔으며, 구체적인 세부 사항들은 시간과 장소에 따라 달랐다. 한국은 2023년 6월 28일에 이전 시스템의 사용을 공식적으로 중단하였다. 비공식적인 사용은 여전히 중화인민공화국과 남한, 북한, 싱가포르, 해외 화교에서 널리 사용되고 있다.
이러한 방법들 중 첫 번째인 중국의 나이 계산법은 고대 중국 점성술에서 사람의 운명이 자신이 태어날 때 목성과 반대에 있는 별들에 묶여 있다는 믿음에서 비롯되었다. 12년 주기의 중요성은 풍수지리학에서도 중요하지만, 별과 같이 중국의 십이지신이 새해마다 변하기 때문에 대중문화에서도 살아남는다.
이 체계에서 사람의 나이는 태어난 후 년(年)을 계산하는 것이 아니라 자신이 영향을 받아 살아 남은 목성의 별들(간체 중국어: 岁, 번체 중국어: 歲, 핀음: 수 ì)의 숫자를 세는 것이다. 송나라에 의해 이 체계는, 그리고 60년 주기와 결합하여 만들어지는 환갑의 더 큰 중요성은, 중국 대륙 전체에 퍼져나갔다. 
하지만 일본은 메이지 개혁의 일부로 이 체계를 없앴다. 
중화민국은 중국 국공 내전 이후 공산당에 의해 계속된 자체 개혁 동안 이 체계를 부분적으로 현대화했다. 
현대의 대만은 때때로 정부에 의해 수용되는 전통적인 나이의 매우 광범위한 사용과 함께, 현재 혼합된 체계를 가지고 있다. 모든 공식적인 목적을 위해 생일만으로 나이를 계산했음에도 불구하고, 표준 만다린은 나이를 말할 때 수 있는 su ì라는 단어를 계속 단독으로 사용하고 있고, 일본어도 유사하게 그것의 대응어인 사이를 사용한다.
한국의 세는 나이는 중국식 제도를 이용하여 시작되었으나 1896년부터 양력을 채택해 1월 1일을 새해를 기준으로 해 연령을 산정하는 것으로 바뀌었다. 북한에서는 1980년대에 구제도가 완전히 폐지되었다. 한국에서는 국제적인 "실제 연령"이 운전 자격이나 술, 담배에 접근할 수 있는 자격 등 많은 맥락에서 점차 "한국의 연령"을 대체하고 있다. 세 번째 중간 제도도 일부 남한 법률에서 사용하고 있다. 이 “연 나이”는 출생 연도와 현재 연도의 차이로, 1월 1일을 이용하여 연령을 산정하는 것과 같으나 1살이 아닌 0살부터 시작한다. 이러한 혼합 제도는 코로나19 백신 접종을 효과적으로 계획하는 데 어려움을 낳았고, 정부는 2023년 6월부터 생일을 기준으로 해 연령 산정을 전면 바꾸겠다고 발표하였다.

## 대한민국
대한민국에서는 나이를 세는 단위로 대부분 '살'을 쓴다. 대한민국에서 나이는 높임말 사용에 큰 영향을 끼치는 기준이므로 서로의 나이나 태어난 해를 묻고 답하는 일이 많은데, 이때의 나이가 세는나이이다. 일상에서는 세는나이를 주로 쓰며, 만 나이를 쓸 때는 보통 '만 나이'임을 강조하여 말한다.
그러나 법에서는 만 나이가 기준이며, '세(歲)'로 표시한다. 만 나이는 첫날을 셈에 넣어 생일을 기준으로 셈한다. 다만 병역법은 병역 자원을 통일하게 관리하기 위해 생일이 아닌 해를 기준으로 나이를 셈하며, 청소년보호법은 규제의 효율성과 집행의 편의성 때문에 태어난 해를 기준으로 청소년 여부를 가름한다. 청소년보호법에 따르면 "만 19세가 되는 해의 1월 1일을 맞이한 사람"은 청소년으로 간주하지 않으므로, 만 19세가 되기 전이라도 만 19세가 되는 해의 1월 1일이 되면 청소년보호법상 청소년이 아니다.
한국에서는 아기가 태어난 지 100일이 되는 날을 백일이라 하며, 문자 그대로 '백일'이라는 뜻으로 특별한 축하를 받으며, 한때 유아 사망률이 높았던 시기의 생존을 기념한다.
'돌'은 탄생 1주년을 기념하는 말로 훨씬 더 큰 의미를 부여 받는다. 모든 한국인이 새해에 매 년 한 살씩 먹음에도 불구하고 한국인들은 그들의 생일을 기념한다. 태어나면 한 살이지만, 두 번째 해는 새해 첫 날이기 때문에 12월 31일에 태어난 아이들은 설날 바로 다음 날엔 두 살이 되는 것으로 간주된다.
따라서 동일한 해에 태어난 모든 사람은 유효하게 같은 나이를 가지며 공식으로 쉽게 계산할 수 있다: 연령 = (현재 연도 - 출생 연도) + 1
법제처에 따르면 2023년 6월 28일부터 세는 나이가 사라지고, 만 나이로 통일되었다. 이 변화는 법적 분쟁과 불만과 사회적 혼란을 줄일 것으로 기대된다. 이러한 전환에도 불구하고, 학생들이 초등학교에 입학하는 해와 술이나 담배를 구입하거나 의무적으로 군복무를 할 수 있는 나이 등 이전의 제도에서 여전히 몇 가지 측면에서 유지될 것이다.

## 조선민주주의인민공화국
조선민주주의인민공화국에는 법적으로 만 나이를 사용한다.

## 중국
새해가 밝았을 때 나이를 먹는 전통 방식과 서구에서 쓰는 현대 방식에서 모두 '세(歲)', 다시 말해 '쑤이'(중국어 간체자: 岁, 정체자: 歲, 병음: suì)를 쓴다. 세는나이는 '쉬쑤이'(중국어 간체자: 虚岁, 정체자: 虛歲, 병음: xūsuì)라고 하고, 만 나이는 '저우쑤이'(중국어 간체자: 周岁, 정체자: 週歲, 병음: zhōusùi) 또는 '스쑤이'(중국어 간체자: 实岁, 정체자: 實歲, 병음: shísùi)라고 부른다. 세는나이인 허세(虛歲)는 문화대혁명 이후에 거의 쓰지 않고 있다.
현재 중국에서는 물론 전 세계 중국 사회에서 ’쑤이’라는 용어 자체가 모호할 수 있다. 법적 문서상의 연령 등 대부분의 맥락에서 영어 "year old(나이)”에 해당한다. 그리하여 법적 음주 연령이 ’18 쑤이’인 중국에서는 18세 생일 이후까지 술을 마시는 것이 법적으로 허용되지 않는다. 다만 점을 보기 위해 연령을 정하는 것이나 전근대 문헌을 읽는 것과 같은 일부 맥락에서는 전통적인 연령 산정 방식과 서구에서 채택한 현대적 방식에선 통한다.

## 대만
언어적으로나 실생활적으로나 세는 나이는 대만 사람들의 대다수가 중국 민족이기 때문에 중국을  따른다. 그러나 중국과 달리 대만 사람들은 세는 나이를 다양한 사회적 맥락에서 더 널리 사용하며, '쑤이 (歲)'라는 용어는 한 살을 더 명확하게 가리킨다. 또한 생일은 양력 날짜에 따라 기념하지만 전통적인 나이 계산은 기존 체계를 유지한다. (예: 쑤벵의 백주년은 1918년 11월 5일 출생을 2018년이 아닌 2017년 양력으로 기념한다) 게다가, 대만 사람들은 한국 사람들처럼 생일에 한 해를 더하지 않고 새해 첫 날에 나이를 추가한다.(대만의 경우, 양력이 아닌 음력 새해에 보낸다)

## 일본
일본에서도 나이를 나타내는 단위로 '사이(일본어: 歲)', 다시 말해 '세'(歲)를 쓰고 있으며, 세는나이와 만 나이 모두 이 낱말을 쓴다. 세는나이는 '가조에도시'(일본어: 数え年)라고 부르는데, 1902년에 서구 법률제도의 예를 따라 이를 없애고 만 나이를 뜻하는 '만넨레이'(일본어: 満年齢)를 쓰게 되었다. 1950년 1월 1일에는 그때까지 관습이 남아 있던 세는나이 대신 만 나이를 쓸 것을 권장하는 '나이 세는 법에 관한 법률'을 추가로 시행하였다. 그 귀결 현재 일상에서 만 나이를 주로 쓰고 세는나이는 고문헌을 정리할 때 외에는 거의 쓰지 않고 있다.

## 베트남
베트남은 프랑스에 식민지배를 당하던 때에 베트남어의 표기법을 비롯하여 제반 제도가 프랑스의 영향을 받았고, 나이 계산법도 '만 나이'를 쓴다.

## 같이 보기
- 만 나이
- 한국의 역법